# 浅原才市
浅原 才市（あさはら さいち、1850年4月2日（嘉永3年2月20日） - 1932年（昭和7年）1月17日）は、浄土真宗の妙好人のひとり。石見の才市と呼ばれる。「口あい（くちあい）」と称せられる信心を詠んだ多数の詩で知られ、「日本的霊性」として鈴木大拙によって世界的に紹介された。

## 人物
- 1850年（嘉永3年）石見国大浜村字小浜（現 島根県大田市温泉津町小浜）に浅原要四郎（加島屋）とすぎ（原田屋）の子として生まれる[1]。父の要四郎は、手継ぎ寺である涅槃寺（井田村井尻）に役僧として出され、西教と称したが、家を継ぐため小浜に帰っていた。要四郎は、才市ができてからも涅槃寺の役僧をしていたという。才市も涅槃寺門徒である。
- 1860年（万延元年）、父方の祖母の実家、大家屋の元道鉄五郎のもとで大工職人の弟子奉公に入る。
- 1869年（明治2年）、年季奉公を終え、浜田県都野津町(現 島根県江津市)周辺に船大工の出稼ぎに出る。
- 1874年（明治7年）、セツと結婚。この頃から、九州鞍手郡二本松(現 直方市)周辺に船大工の出稼ぎに出る。
- 1882年（明治15年）、西本願寺で帰敬式を受け、秀素という法名を授かる。
- 1904年（明治37年）、郷里の小浜で下駄職人を始める。やがて、仕事の合い間などに「口あい」をかんな屑・木片・紙片などに書き綴り始めた。これは1913年以降、小学生ノートに書き写されるようになり、その数は7000首を越えると言われる。ただし、信心の間違いがないかを僧侶に見てもらう以外は、他人に見せることはほとんどなかった。
- 1919年（大正8年）、熱心な寺参りをほめられ困惑し、「わしが仏さんを拝むのは、この通りまったく鬼だ、と言うことを見てもら」おうと、「角のある肖像」を地元の日本画家・若林春暁に描いてもらう。絵は年末に完成し、翌年1月、日々参っていた小浜の安楽寺住職、梅田謙敬によって法要の折に披露された後、賛が書き加えられた[2]。当時の才市は無口で目立たない老人だったが、寺参りと聴聞の熱心さだけは際立っていたという。

## 残された念仏詩
- ええな　せかいこくうがみなほとけ　わしもその中　なむあみだぶつ[3]
  - （ええな　世界虚空が皆仏　儂もその中　南無阿弥陀仏）